# トマス・ブラッグ
トマス・ブラッグ（Thomas Bragg, 1810年11月9日 - 1872年1月21日）は、アメリカ合衆国の政治家。民主党の党員として1855年から1859年までノースカロライナ州知事を、1859年から1861年までアメリカ合衆国上院議員を務めた。南北戦争期にはアメリカ連合国で第2代司法長官を務めた。

## 青年期
1810年、ブラッグはノースカロライナ州ウォレントンにおいて、建築業者トマス・ブラッグ (Thomas Bragg) とその妻マーガレット・クロスランド (Margaret Crossland) の息子として誕生した。ブラッグはウォレントン学園で学んだ後、コネチカット州のキャプテン・パートリッジ陸軍士官学校を卒業した。その後ブラッグは法律を学び、1833年に弁護士として認可を受けると、ノースカロライナ州ジャクソンで弁護士業を開業した。ブラッグは1837年10月4日にイザベル・カスバート (Isabelle Cuthbert) と結婚した。

## 政治活動
ブラッグは1842年から1843年まで、ノースカロライナ州下院議員を務め、その後1845年まで同州ノーサンプトン郡で検察官を務めた。ブラッグは1844年、1848年、そして1852年に民主党全国大会の代表に選出され、1852年の大統領選挙では民主党候補フランクリン・ピアースの選挙人を務めた。
1855年、ブラッグはノースカロライナ州知事に選出され、1859年まで同職を務めた。州知事の任期を満了後はノースカロライナ州からアメリカ合衆国上院議員に選任された。ブラッドは保守的な連邦離脱論者であり、南部諸州による独立を支持した。そして1861年3月にノースカロライナ州が連邦離脱すると、ブラッドは上院議員を退任した。

## 南部連合
南北戦争が開戦すると、ブラッグはノースカロライナ州知事の顧問に任命された。そして1861年11月にはジェファーソン・デイヴィス大統領から司法長官に任命され、1862年3月まで同職を務めた。ブラッグは司法長官として、連合国国民の市民権を擁護し、連合国政府は軍が必要とする資材の調達に責任を持つべきであると主張した。またブラッグは連合国司法省に最高裁判所としての機能を持たせるために司法省の再編成を敢行し、連合国の裁判所のシステムを確立した。
1862年、司法長官を退任しノースカロライナ州へと戻ったブラッグは、反戦運動に参加した。また連合国政府とノースカロライナ州との間の連絡役を務め、双方の利害調整を図った。

## 晩年
南北戦争が終結した1865年、ブラッグはノースカロライナ州で弁護士業を再開した。ブラッグは1860年代末までノースカロライナ州の再興を支援し、州知事ウィリアム・ホールデンの顧問も務めた。
そして1872年、ブラッグはノースカロライナ州ローリーで死去した。ブラッグの遺体は同市内のオークウッド墓地に埋葬された。